# Episodi di Claws (terza stagione)
La terza stagione della serie televisiva Claws è stata trasmessa negli Stati Uniti su TNT dal 9 giugno all'11 agosto 2019.
In Italia viene trasmessa dal 23 ottobre al 25 dicembre 2019 sul canale Premium Stories.
| n° | Titolo originale             | Titolo italiano                 | Prima TV USA   | Prima TV Italia  |
| -- | ---------------------------- | ------------------------------- | -------------- | ---------------- |
| 1  | Just the Tip                 | La soffiata                     | 9 giugno 2019  | 23 ottobre 2019  |
| 2  | Muscle & Flow                | Miss Muscolo                    | 17 giugno 2019 | 30 ottobre 2019  |
| 3  | Welcome to the Pleausuredome | Nel regno del piacere           | 23 giugno 2019 | 6 novembre 2019  |
| 4  | Boy, Bye                     | Ragazzo, ciao                   | 30 giugno 2019 | 13 novembre 2019 |
| 5  | Zaddy Was a Rolling Stone    | La famiglia è tutto             | 7 luglio 2019  | 20 novembre 2019 |
| 6  | Fly Like an Eagle            | Torna a casa, Dean              | 14 luglio 2019 | 27 novembre 2019 |
| 7  | Chicken Pussy                | Lovestone                       | 21 luglio 2019 | 4 dicembre 2019  |
| 8  | What is Happening to America | Cosa sta succedendo all'America | 28 luglio 2019 | 11 dicembre 2019 |
| 9  | Melba Toast                  | Vendetta                        | 4 agosto 2019  | 18 dicembre 2019 |
| 10 | Finna                        | Buon compleanno                 | 11 agosto 2019 | 25 dicembre 2019 |